# Metro Tscheljabinsk

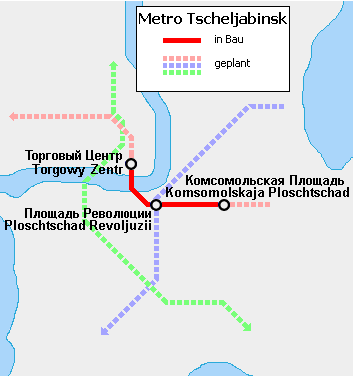
Schematische Darstellung des Metronetzes

Die Metro Tscheljabinsk ist die Untergrundbahn der russischen Stadt Tscheljabinsk. Diese wird seit 1992 gebaut. Geplant sind für die erste Ausbaustufe fünf Stationen.

## Geschichte
Seit 1992 wird am ersten 8,25 Kilometer langen Abschnitt zwischen den Stationen Prospekt Pobedy (Проспект Победы) und Traktorosawodskaja (Тракторозаводская) gebaut. Ursprünglich war die Eröffnung der drei ersten Stationen dieser Ost-West-Linie 2007 geplant, mittlerweile gilt 2025 als frühestmögliches Jahr der Fertigstellung.

## Stationen (geplant)
- Prospekt Pobedy (Проспект Победы, Siegesprospekt)
- Torgowy Zentr (Торговый центр, Einkaufszentrum)
- Ploschtschad Rewoljuzii (Площадь Революции, Platz der Revolution)
- Komsomolskaja Ploschtschad (Комсомольская площадь, Platz des Komsomol)
- Traktorosawodskaja (Тракторозаводская, Traktorenwerk)

## Pläne
Die ursprünglichen Pläne stammen noch aus der Zeit der Sowjetunion. Da die Stadt seitdem gewachsen ist und sich die Verkehrsbedürfnisse stark verändert haben, argumentieren Kritiker, dass die erste Ausbaustufe wenig dazu beitragen werde, Verkehrsstaus zu reduzieren oder das Verkehrssystem zu verbessern. Für wenige unterirdische Stationen hätte man ihnen zufolge in der Innenstadt auch eine U-Straßenbahn installieren können anstelle eines separaten Metro-Netzes. 
Langfristig sind neben einer Verlängerung der ersten Linie in beide Richtungen – der ursprünglichen sowjetischen Planungen folgend – zwei weitere Linien geplant: eine Nordost-Südwest- und eine Nord-Südost-Linie. Die Finanzierung beider Linien ist ungeklärt. Auch über die Fertigstellung der ersten Linie wird fortwährend diskutiert, sodass sich die Zukunft der Tscheljabinsker Metro zurzeit schlecht voraussagen lässt.